# Capelo

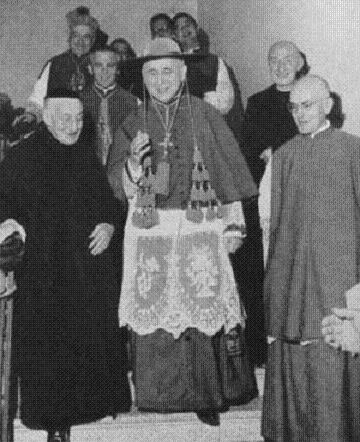
Arzobispo italiano con capelo, 1965.

Un capelo o galero (del latín galerum, pl. Galera) en la Iglesia católica era un sombrero de ala ancha usado por el clero, con cordones terminados en borlas que quedaban sobre el pecho. Tiene su origen en los sombreros de peregrino. Se utiliza en heráldica eclesiástica desde el siglo XIV, sustituyendo a las mitras en los escudos.

## Origen

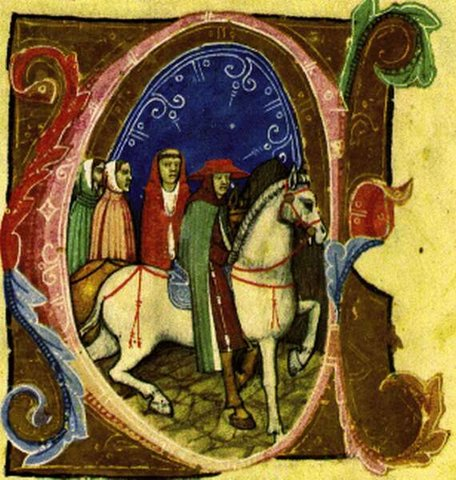
Cardenal Gentilis de Monteflorum, enviado papal en Hungría entre 1308 y 1311. Imagen del Chronicon Pictum elaborado en la década de 1360 en Hungría.

Durante siglos, el uso del galero estaba limitado a los cardenales, como una corona que simbolizaba el título de Príncipe de la Iglesia. El papa Inocencio IV fue el primero que impuso el capelo rojo a los cardenales en 1245 en el primer Concilio de Lyon. La tradición en la Archidiócesis de Lyon era que el color rojo fue inspirado por los sombreros rojos de los cánones de Lyon. Según Noonan, el papa Inocencio quería que sus favoritos fuesen diferentes y reconocibles en las procesiones del Concilio. El cardenal Jean Cholet utilizó su galero para coronar a Carlos de Valois en 1285 en Gerona como Rey de Aragón durante la Cruzada aragonesa, lo que le valió el mote de "roi du Chapeau" ("rey del sombrero").

## Heráldica

Modelo de escudo de Cardenal, indicado por el capelo con quince borlas dispuestas en cinco órdenes a cada lado, todo de gules (el lema y las armas son propias de cada cardenal, así como el báculo con una o dos cruces según este sea obispo o arzobispo).

Aunque el uso del capelo en heráldica era ya común desde el siglo XIV, fue Pío X quien reguló definitivamente, mediante decreto el 21 de febrero de 1905, los colores y el número de borlas que correspondían a cada grado dentro de la jerarquía.
- Cardenal (rojo con 2x15 borlas rojas - 1, 2, 3, 4, 5)
- Patriarca, primado (verde con 2x15 borlas verdes - 1, 2, 3, 4, 5)
- Arzobispo (verde con 2x10 borlas verdes - 1, 2, 3, 4)
- Obispo, abad mitrado, prelado territorial (verde con 2x6 borlas verdes - 1, 2, 3)
- Prelado "di Fiocchetto", de la Cámara Apostólica (púrpura con 2x10 borlas rojas - 1, 2, 3, 4)
- Protonotario apostólico (púrpura con 2x6 borlas rojas - 1, 2, 3)
- Prelado de honor de Su Santidad, prelado doméstico de Su Santidad, capellán conventual del S.M.O.M. (púrpura con 2x6 borlas púrpuras - 1, 2, 3)
- Capellán de Su Santidad, canónigo de basílica mayor (negro con 2x6 borlas púrpuras - 1, 2, 3)
- Vicario general, vicario episcopal, prior mitrado, abad, superior mayor de orden religiosa, protonotario apostólico honorario (negro con 2x6 borlas negras - 1, 2, 3)
- Canónigo, prior (negro con 2x3 borlas negras - 1, 2)
- Arcipreste, deán, vicario foráneo, Superior menor de orden religiosa (negro con 2x2 borlas negras - 1, 1)
- Presbítero (negro con 2x1 borla negra - 1)
- Diácono (negro sin borlas)

Para los abades, priores y superiores de órdenes religiosas, se admite sustituir el color negro por el blanco.
Los presbíteros y diáconos, por lo general, no utilizan escudo de armas, salvo que lo utilicen por otras razones (por ejemplo, la pertenencia a una familia con títulos nobiliarios o con derecho de uso de escudo de armas); en esos casos, deberán timbrar su escudo con el capelo correspondiente.

## Concilio Vaticano II
Cuando se creaba un cardenal, el Papa colocaba un capelo escarlata sobre la cabeza del nuevo cardenal en el Consistorio; esta práctica dio lugar a la frase "recibir el capelo cardenalicio". Durante el Consistorio, el Papa se los coloca a los nuevos cardenales, y les entrega un rollo en el que está escrito el título que le corresponde a cada nuevo cardenal.
En 1969, un decreto papal tras el Concilio Vaticano II puso fin a la utilización del capelo, como un acto de humildad de la jerarquía de la Iglesia. Se consideró que mediante la eliminación de tales insignias elaboradas, el pueblo podría identificarse mejor con sus líderes pastorales. Hoy en día, sólo el solideo rojo y la birreta se colocan sobre las cabezas de los cardenales en el consistorio. Los cardenales de rito oriental tienen su propio sombrero distintivo.

## Actualidad

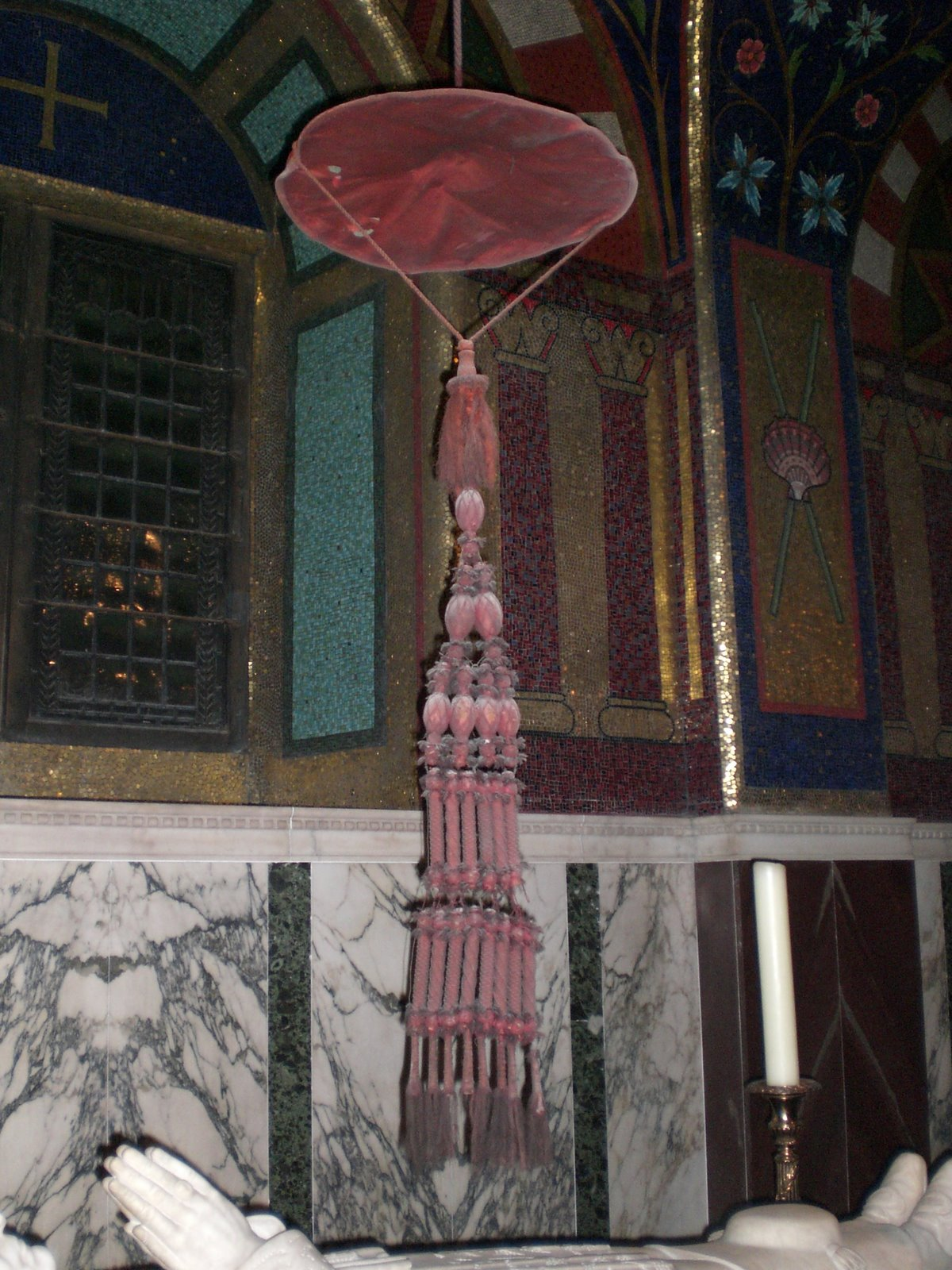
Capelo cardenalicio suspendido sobre la sepultura de un cardenal.

Actualmente, el capelo ha caído completamente en desuso, salvo en heráldica.
Sin embargo, algunos cardenales continúan obteniendo capelos privadamente para conservar la antigua ceremonia de la suspensión del mismo sobre sus tumbas. Según dicha tradición, cuando moría un cardenal, se colgaba su capelo sobre su tumba, donde permanece hasta que queda reducido a polvo, simbolizando que toda la gloria terrenal es pasajera. 
También está permitido utilizar el sombrero de teja como prenda para protegerse del sol, fuera de los servicios religiosos, con pequeñas borlas acordonadas sobre el ala, en número y color equivalente al del galero heráldico propio de su escalafón en la jerarquía.